# Actinote mathani
Actinote mathani är en fjärilsart som beskrevs av Charles Oberthür 1917. Actinote mathani ingår i släktet Actinote och familjen praktfjärilar. Inga underarter finns listade i Catalogue of Life.